# 臺灣證券交易所
臺灣證券交易所（英語：Taiwan Stock Exchange），簡稱臺證所或證交所，為臺灣的證券交易所，總部位於臺北地標之一的台北101（台北國際金融大樓）。其編製的加權股價指數（TAIEX），被視為臺灣經濟走向的重要指標之一。

## 沿革與現況

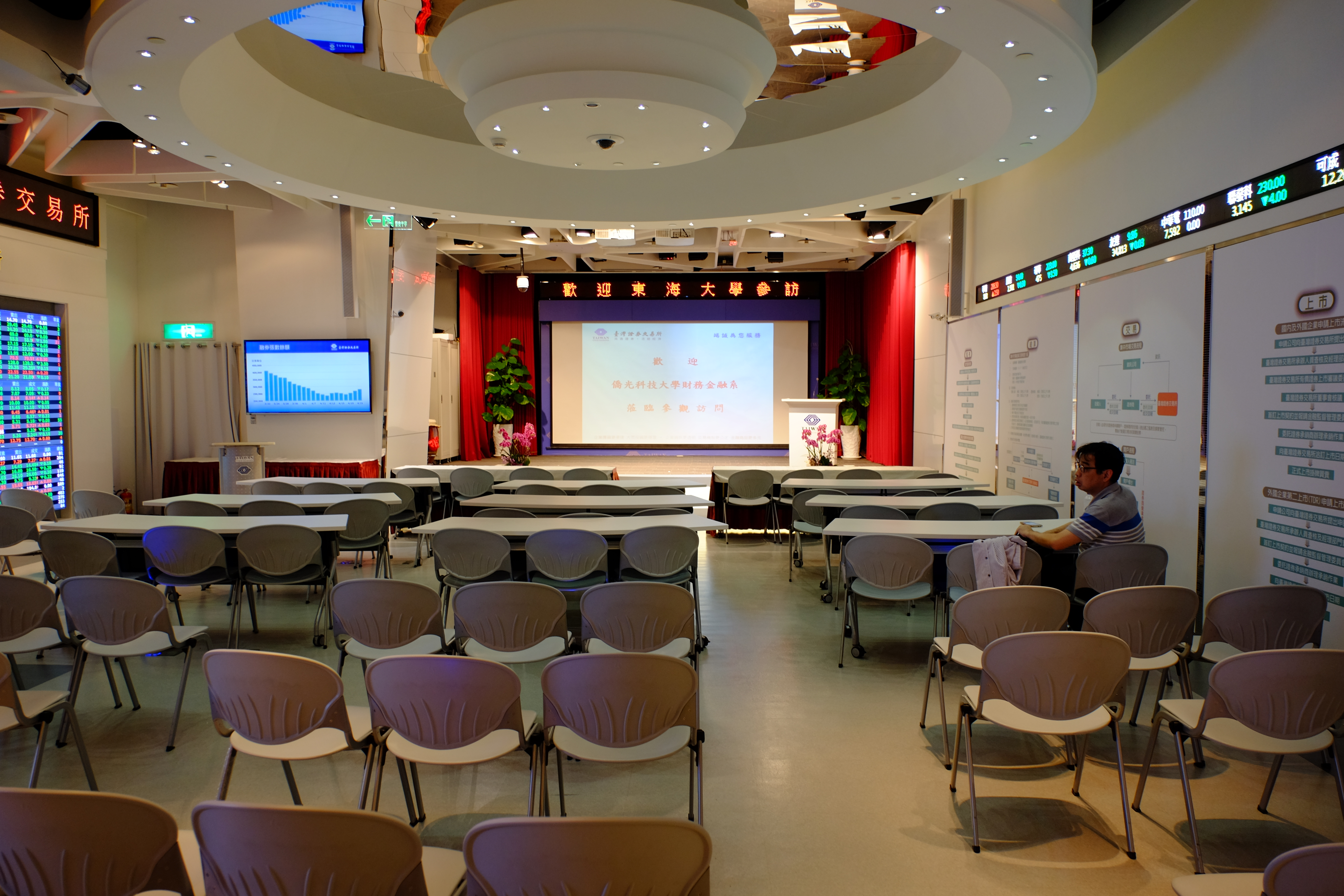
現今位於台北101的臺灣證券交易所總部，圖為位於大樓一樓的會議室

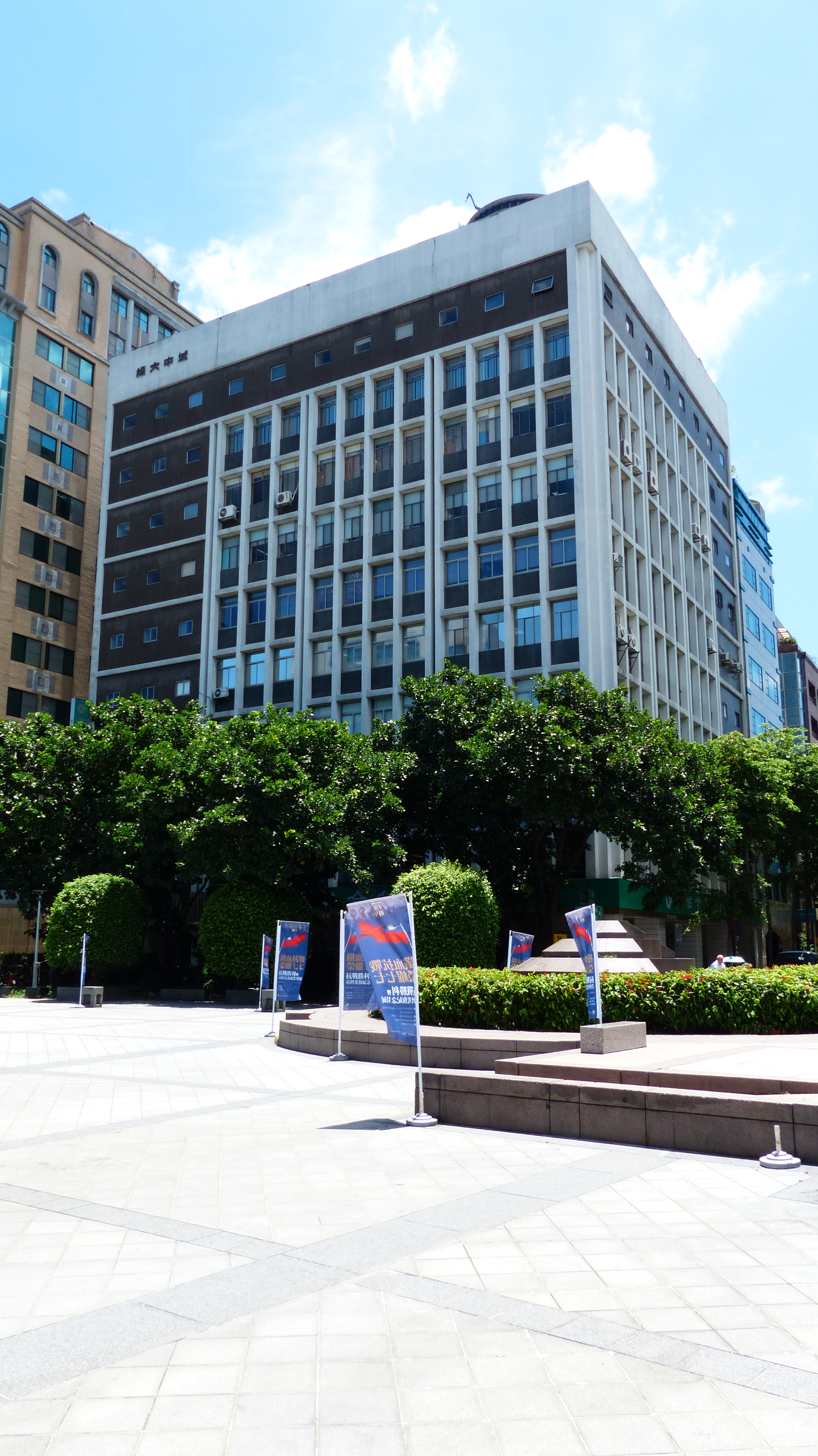
1972年至1999年間，臺灣證券交易所總部所在的臺北市中正區城中大樓

臺證所於2023年前使用的標誌

1953年1月，中華民國政府為推行耕者有其田政策，發行土地實物債券，將台灣水泥、台灣紙業、台灣農林、台灣工礦等四大公營事業的公司股票搭配補償給地主，做為收購土地的補償代價。此項債券及股票連同政府前此發行的愛國公債，開始在市面流通，代客買賣證券的行號應運而生；惟因其交易處所過於分散，管理不易，市場積弊甚多。為能有效管理監督，當務之急在於設立一個集中的交易市場，遂有籌備證券交易所之議。
1958年起，政府先後多次派員前往美國、日本等國考察、研究證券市場業務。1958年1月，政府延聘美籍專家來台考察，提供建議。1959年，行政院美援運用委員會訂定十九點財經改革措施，倡導獎勵投資，促進資本形成，並強調建立健全的資本市場以作為資本形成的重要途徑。1959年3月，經濟部成立「建立證券市場研究小組」。1959年9月，經濟部建立證券市場研究小組提出具體方案。1960年4月14日，行政院會議確立證券交易所採用公司制，並開放民間金融業者投資。
1961年6月22日，證交所第一次發起人座談會舉行，商定公司資本額為新台幣1千萬元，並通過籌備委員會組織辦法，推派臺灣銀行、交通銀行、中央信託局、中華開發、台灣水泥、大同鋼鐵機械公司、遠東紡織為證交所籌備委員會籌備委員。1961年7月6日，證交所籌備委員會正式成立，由臺灣水泥為主任委員、臺灣銀行為副主任委員，並聘請袁則留為總幹事，旋即展開認股工作、策劃籌備等事宜。1961年10月23日，依法舉行發起人會議，通過公司章程，選舉董事和監察人。1961年10月底，舉行第一屆第一次董事監察人聯席會議，選舉出董監事、監察人、正副總經理等公司核心成員，臺灣證券交易所遂告成立。1962年2月9日，臺證所正式開業。
臺證所除了提供加權指數之外，2014年5月與櫃買中心共同發表衡量臺灣證券市場整體績效表現之「寶島股價指數」；2016年12月起與英國金融時報指數合作編製「臺灣指數系列」，計有臺灣50指數、臺灣中型100指數、臺灣資訊科技指數、臺灣發達指數、臺灣高股息指數等可供參考。
為了因應國際上金融交易市場的整合趨勢，行政院於2007年研議整合臺證所、臺灣期貨交易所、臺灣集中保管結算所、中華民國證券櫃檯買賣中心等證券期貨周邊單位成立「台灣交易所控股公司」。2008年7月1日，臺證所與中華電信正式簽約興建新電腦中心，已於2010年正式落成啟用，該中心預計將供交易所控股公司四家子公司共同使用。然而成立控股公司的規劃，至今都沒有實現。

## 辦公空間
臺證所成立初期租用台北市中正區懷寧街「工礦大樓」作為辦公與交易場所；1972年7月1日，遷入同區延平南路台北市中山堂前「城中大樓」；但日後上市公司數目逐漸增加，尤其在1980年代後期上市公司數目激增之後，交易場所開始不敷使用，使得臺證所被迫在台北市區各地分散辦公。
2005年，台北101（台北國際金融大樓）完工後，臺證所部分辦公室遷入台北101的3樓、9至12樓，但仍保有原台北市南海路辦公室。2008年2月，臺證所與中華電信共同簽署備忘錄，臺證所委由中華電信利用臺北縣板橋市（今新北市板橋區）原中華電信土地興建新電腦中心。2016年1月，臺灣證券交易所「第一資訊中心」落成啟用。

## 歷史
- 1984年（民國73年）， 啟用Tandem 大型主機（英语：Tandem Computers）核心系統[7]。
- 1985年（民國74年）， 導入電腦輔助股票輔助撮合作業。
- 1988年（民國77年）9月，全體上市股票交易納入電腦輔助撮合（Matching）作業。
- 1993年（民國82年）， 上市股票交易作業全面採用電腦自動競價交易系統。
- 1994年（民國83年）， 櫃檯買賣市場交易作業電腦化。
- 1995年（民國84年）9月，實施款券劃撥交割（Book entry）制度
- 1997年（民國86年）10月，提供網路下單服務。
- 2003年（民國102年）10月，成立公司治理中心。
- 2001年（民國90年）1月， 調整証券臨櫃交易時間為平日上午九時至下午一時三十分[8]。
- 2009年（民國98年）12月，導入金融資訊交換協定（Financial Information eXchange；FIX）規範[9]。
- 2010年（民國99年）9月，導入可擴展商業報告語言（eXtensible Business Reporting Language；XBRL) 規範。
- 2016年（民國105年）1月，成立臺灣指數股份有限公司[10]。
- 2020年（民國109年）3月，實施盤中全面逐筆交易制度，於逐筆交易時段新增「市價委託單」、「當日有效（Rest of Day，ROD）」、「立即成交或取消（Immediate or Cancel，IOC）」、「全部成交或取消（Fill or Kill，FOK）」等種類，提供更多下單選擇並利於與國際金融市場接軌。
- 2021年（民國110年）7月，「臺灣創新板」正式開板。
- 2023年5月，因應國家氣候變遷因應政策與行政院國家發展基金共同籌設「臺灣碳權交易所公司」，初步資本額為新臺幣10億元（證交所投資6億元），8月7日掛牌成立。

## 歷任董事長與總經理

### 董事長
| 任別   | 屆別   | 姓名   | 上任時間       | 備註                                                      |
| 董事長 | 董事長 | 董事長 | 董事長         | 董事長                                                    |
| ------ | ------ | ------ | -------------- | --------------------------------------------------------- |
| 1      | 1      | 辜振甫 | 1961年10月23日 | 台灣水泥代表人                                            |
| 2      | 2      | 趙觀白 | 1964年9月26日  | 中國銀行代表人                                            |
|        | 3      | 趙觀白 | 1967年10月6日  | 中國銀行代表人                                            |
|        | 4      | 趙觀白 | 1970年10月6日  | 中國銀行代表人                                            |
|        | 5      | 趙觀白 | 1973年10月5日  | 中國銀行代表人                                            |
| 3      | 6      | 蔡同嶼 | 1976年11月10日 | 中國國際商業銀行代表人                                    |
|        | 7      | 蔡同嶼 | 1979年11月30日 | 中國國際商業銀行代表人                                    |
|        | 8      | 蔡同嶼 | 1983年1月27日  | 後1983年5月解任，於當月改以太平企業股份有限公司代表人接任 |
| 4      | 9      | 饒谷懷 | 1986年6月24日  | 台灣電力股份有限公司代表人                                |
| 5      | 10     | 吳祺芳 | 1989年6月16日  | 中央信託局代表人。任內病故，由陳思明代理。                |
| 6      | 11     | 陳思明 | 1992年6月19日  | 代理董事長真除。                                          |
| 7      | 12     | 李仲英 | 1995年5月30日  | 中國國際商業銀行代表人                                    |
|        | 13     | 李仲英 | 1998年6月4日   | 中國國際商業銀行代表人                                    |
| 8      | 14     | 林鐘雄 | 2001年6月1日   | 中國國際商業銀行代表人。任內病逝，由陳代理。              |
| 9      | 15     | 吳乃仁 | 2004年6月21日  | 中國國際商業銀行代表人。任內辭職，由陳樹代理。            |
| 10     | 16     | 吳榮義 | 2007年6月15日  | 兆豐國際商業銀行代表人                                    |
| 11     | 17     | 薛琦   | 2008年9月26日  | 離任後由許仁壽代理。                                      |
| 12     | 18     | 李述德 | 2013年2月23日  |                                                           |
| 13     | 19     | 施俊吉 | 2016年7月1日   | 任期一年兩個月。離任後由李啟賢代理。                      |
| 14     | 20     | 許璋瑤 | 2017年11月6日  | 任期四年半。                                              |
| 15     | 21     | 林修銘 | 2022年7月1日   | 現任，以公益董事身份接任。                                |
| 15     | 22     | 林修銘 | 2025年7月日    | 獲續任                                                    |

### 總經理
日期為就任日期。
| 姓名   | 任期           | 備註   |
| 總經理 | 總經理         | 總經理 |
| ------ | -------------- | ------ |
| 袁則留 | 1961年10月23日 |        |
| 蔡同嶼 | 1970年10月6日  |        |
| 饒谷懷 | 1976年11月10日 |        |
| 趙孝風 | 1986年6月24日  |        |
| 林孝達 | 1991年10月29日 |        |
| 吳光雄 | 1997年9月18日  |        |
| 朱富春 | 2001年6月11日  |        |
| 陳明泰 | 2004年7月1日   |        |
| 許仁壽 | 2006年8月10日  |        |
| 蘇松欽 | 2006年1月16日  |        |
| 許仁壽 | 2006年8月10日  |        |
| 林火燈 | 2013年7月1日   |        |
| 李啓賢 | 2016年7月1日   |        |
| 簡立忠 | 2018年3月9日   |        |
| 李愛玲 | 2024年8月12日  | 現任   |

## 組織
- 股東會
- 董事會（董事15人）
  - 董事長（設內部稽核室）
    - 總經理
      - 副總經理（3人）
        - 經理、主任
- 監察人（3人）

部門
- 上市一部
- 上市二部
- 交易部
- 公司治理部
- 監視部
- 券商輔導部
- 電腦規劃部
- 電腦作業部
- 資訊服務部
- 市場推廣部
- 企劃研究部
- 財務部
- 管理部
- 秘書部
- 內部稽核室

## 例行休市日期
交易時間為星期一至星期五，撮合成交時間為9:00至13:30，委託時間8:30至13:30，另外週六若補班，不交易、不交割。
| 日期                               | 節日 |
| ---------------------------------- | --- |
| 1月1日                             | 元旦（中華民國開國紀念日） |
| 小年夜                             | 小年夜（2026年起 放假一天 （農曆小年夜前二日市場無交易，僅辦理結算交割作業。） |
| 農曆除夕、農曆正月初一到初五       | 除夕、春節、農曆正月初四、初五補假 |
| 2月28日                            | 和平紀念日 |
| 4月3日、4月4日、4月5日             | 兒童節、清明節 |
| 5月1日                             | 勞動節 |
| 農曆五月五日                       | 台灣端午節 |
| 農曆八月十五日                     | 中秋節 |
| 9月28日                            | 孔子誕辰日/教師節 |
| 10月10日                           | 中華民國國慶日（雙十節） |
| 10月25日                           | 臺灣光復暨金門古寧頭大捷紀念日 |
| 12月25日                           | 行憲紀念日及聖誕節 |
| 《天然災害停止上班及上課作業辦法》 | 適用對象例如公務機關、各級學校、郵政電信、公共運輸等，通常只要臺灣證券交易所的所在地（北北基桃）宣佈停班停課，臺灣股市亦休市一天。另外，臺灣多數私人企業，也依此辦法決定是否停班。 |

## 腳註

## 外部連結
- 臺灣證券交易所 （页面存档备份，存于）（繁體中文）（英文）（日語）
- 臺灣證券交易所 公開資訊觀測站 （页面存档备份，存于）
- 臺灣證券交易所 基本市況報導網站 （页面存档备份，存于）
- 臺灣證券交易所 公司治理中心 （页面存档备份，存于）
- 臺灣證券交易所 網路資訊商店
- 臺灣證券交易所 投資人知識網
- 臺灣證券交易所 WebPro 3.0 影音傳播網 （页面存档备份，存于）
- 臺灣證券交易所的Facebook專頁
- 臺灣證券交易所的Plurk專頁

25°2′1″N 121°33′52″E / 25.03361°N 121.56444°E